# Staury
Staury (biał. Стаўры; ros. Ставры, Stawry) – wieś na Białorusi, w obwodzie witebskim, w rejonie orszańskim, w sielsowiecie Babiniczy.

## Transport
W pobliżu położony jest węzeł drogi magistralnej M8 z drogą republikańską R15.